# Емирейтс Тауърс
Емирейтес Тауърс е архитектурен комплекс от небостъргачите - Емирейтес Офис Тауър и Емирейтес Тауърс Хотел които са на 12-о (355 м.) и на 27-о (309 м.) в класацията на най-високите сгради в света.
Намират се в град Дубай, ОАЕ.
Комплексът разполага с изкуствено езеро, водопад, градини с пейки и паркинг за 1800 автомобила.